# 晋宁血案
晋宁血案，昆明官方稱為10·14昆明晋宁冲突事件，发生于2014年10月14日上午。云南省晋宁县晋城镇富有村村民与泛亚工业品商贸物流中心项目建设方雇员发生大规模械斗。根据昆明市新聞辦公室10月28日通報，事件中共有9人丧生，其中四名建设方雇员被烧死，两名建设方雇员被打死，另一名建设方雇员搶救後不治，两名村民丧生；另有24人受伤。
事後公安部門拘傳五名嫌疑人，並有23人已自首。10月23日昆明市委發布《關於對晉寧縣富有村「10·14」事件有關責任人進行問責和黨政紀立案的決定》，對有關政府單位和16名責任人進行問責和黨政紀立案查處。

## 背景
早在2013年，云南晋宁就已经发生多起征地冲突事件，其中最严重的一次发生于2013年10月22日。据媒体报道，10月22日下午晋宁县公安机关在晋城镇传唤2名嫌疑人后，14时45分，晋城镇广济村约200名村民聚集在牛广公路路口堵截、扣留过往公务车辆和公务人员，先后强行扣留11人和3辆公务车，最后30余辆公务车被打砸，致26名公安民警和1名协警不同程度受伤，其中3名警务人员重伤。

## 事件起因
2012年初开始征地时，村民就开始上访，要求公开征地手续，但上访三年没有结果。在没有见到审批文件及补偿标准文件的情况下，村民不愿征地。2014年6月3日，在施工方准备恢复施工时，村民们与其发生激烈冲突，随后工地停工。10月14日上午，系村民与复工人员产生大规模械斗。
村民认为，泛亚工业品商贸物流中心项目手续不完备，未批先建，是不合法行为。此外，双方在征地赔偿标准上存在巨大分歧。事件发生后，在记者对云南省政协前副主席杨维骏采访中，杨维骏称晋宁县农地市价为400万元/亩。村民表示，开发商“承诺”的补偿标准是12万/亩，后变成每人4.3万元。晋宁县县长岳为民称，经过昆明市、晋宁县人民政府和国土部门审批后，确定补偿标准为11.5万元/亩，而昆明市人民政府确定的晋城镇所在区域的征地补偿标准为5.71万元/亩。

## 案发经过
案发过程有多方说法，因各方立场不同存在出入。
新华网报道，10月14日项目建设方近千名人员进入工地准备恢复施工。当日正在富有村吃早餐的8名施工方人员被村民非法扣押，捆绑手脚后遭到殴打，并被泼洒汽油后，拖至村外项目施工现场附近道路上。之后，百余名村民持械冲向施工现场，施工方事前组织的数百名持械着统一服装人员与村民发生短暂激烈冲突。在此过程中，村民向对方投掷自制燃烧瓶，并点燃被扣押人员身上的汽油，施工方人员也持械与村民对殴，互殴造成重大人员伤亡。
而新京报记者10月16日晚进入该村采访了富有村5名以上村民，村民们均表示是被迫还击。14日早上，有村民发现8名村外人在富有村一家羊肉米线店吃早餐，村民对八人的行为起疑。随后用绳子捆住8人，押到村口一间平房里，“问他们是谁派来的，他们开始不肯回答，村民就踢了他们几下。后来他们承认是开发商雇的黑社会请他们来的，每人发300元，雇了上千人，准备来富有村吓唬村民，遇到抵抗，就打人。”村民阿树荣回忆，14下午3时左右，有6辆大卡车、20多辆小轿车拉着穿统一制服的人驶向村口方向，700多名村民聚集在村口守着。双方对峙了大约10分钟，随后村民把早上捆住的8个人拉来，让他们跪在双方对峙的中间地带。冲突时，对方前排叠了三层盾牌压向村民这一方，盾牌墙跨过这8人后，8人被带走。此时双方已发生冲突，因对方有盾牌挡着，他们看不见这8人此后的遭遇。他猜测因被扣押人员说出了“贼老五”，对方想要灭口，而动手伤害这8人。

## 事後懲處
2014年10月19日，該縣人民法院、人民檢察院、公安局聯合發布《關於敦促違法犯罪人員投案自首的通告》，截止10月22日，共有23名涉案嫌疑人向公安機關主動投案，審查後已全部釋放。
10月22日，公安機關依法拘傳對拒不投案的五名涉案犯罪嫌疑人，全為晉寧縣晉城鎮廣濟村人，包括劉某安（男，45歲）、陳某孟（男，28歲）、韋某蘭（女，41歲）、王某榮（男，68歲）、王某雲（男，40歲）。
10月22日，昆明市委召開常委會專題研究該事件處置工作，市委書記高勁松聽取昆明市紀委對該事件相關責任人的問責情況報告。
10月23日下午，昆明市委宣佈對衝突事件16名責任人被問責及黨政紀立案調查，包括：
1. 晉寧縣委副書記、統戰部部長，晉城鎮黨委書記陳海彥：免職、進行黨紀立案查處
2. 晉寧縣委常委、政法委書記李徐：免職、進行黨紀立案查處
3. 晉寧縣委副書記、縣長岳為民：停職檢查問責，待進一步調查後再作處理
4. 晉寧縣副縣長、公安局局長侯曉冰：停職檢查問責，待進一步調查後再作處理
5. 晉寧縣公安局政委楊丹：停職檢查問責，待進一步調查後再作處理
6. 晉寧縣縣委常委、組織部部長陶希潤：停職檢查問責，待進一步調查後再作處理
7. 晉寧縣晉城鎮黨委副書記、副鎮長、代理鎮長何其雲：停職檢查問責、黨政紀立案查處
8. 晉城鎮黨委副書記、紀委書記、政法委書記李永飛：免職問責、黨政紀立案查處
9. 晉城鎮黨委副書記、政法委副書記、派出所所長朱瑾波：免職問責、黨政紀立案查處
10. 晉城派出所副所長王璨輝：免職問責、黨政紀立案查處
11. 晉寧縣信訪局局長、泛亞工業品商貿物流中心項目開發建設指揮部社會維穩組副組長杜林：免職問責
12. 晉城鎮信訪辦主任王建平：免職問責
13. 晉城鎮綜治辦主任袁躍良：免職問責
14. 晉城派出所治安中隊長鄭雲坤：免職問責
15. 晉寧縣公安局黨委副書記、紀委書記楊映平：停職檢查問責
16. 晉寧縣公安局副局長、泛亞工業品商貿物流中心項目開發建設指揮部社會維穩組組長馬輝：停職檢查問責

昆明市紀委同時宣布逮捕富有村委會主任李加明，原因為2010年4月任職村委會主任以來，在有關項目建設中涉嫌多次收受賄賂。

## 事件疑点
施工方拥有大量盾牌等警用设备，有村民怀疑警方成为其直接打手。官方随后回应警用设备是施工方非法购得。
警方多次接警而未出警。《京华时报》采访村民称：“打了6次110，始终未见警察到现场。”警方回应，晋宁县公安局指挥中心第一次收到村民报警是14日10时56分许，随后按照有关规定，及时向当地党委、政府报告，并派出民警到事发现场与村干部取得联系，同时积极协助镇政府工作人员开展劝解、疏导工作，现场事态一度有所缓和。14时50分许，在极少数人员的挑动下，双方由对峙迅速转化为械斗互殴。案件发生后，市县两级公安机关立即组织大批警力赶往事发区域控制事态升级，依法开展工作。